# Kottendorf (Breitbrunn)
Kottendorf ist ein Gemeindeteil der Gemeinde Breitbrunn im unterfränkischen Landkreis Haßberge in Bayern.

## Geografie
Das Dorf liegt im südlichen Teil des Naturparks Haßberge an einem Westhang eines Tals, das die Lauter durchfließt. Die Staatsstraße 2281 von Kirchlauter nach Lauter führt durch den Ort. Bamberg befindet sich etwa 20 Kilometer südöstlich von Kottendorf.

## Geschichte
Der Ortsname geht vermutlich auf den slawischen Personennamen Kutto (Dorf eines Kutto) zurück. Es war wohl eine Siedlung von Slawen, die beim Landesausbau durch die Franken im 8. oder 9. Jahrhundert entstanden ist.
Ursprünglich stand Kottendorf, das Anfang des 15. Jahrhunderts einging, an der Stelle der heutigen Hasenmühle. Die Erstnennung war 1385, als der Graf von Truhendingen (Adelsgeschlecht) Güteranteile in „Kottendorff“ erwarb. Zuvor hatten im Jahr 1260 die Herzöge von Andechs-Meranien ihre Besitzungen um Baunach an die Grafen von Truhendingen veräußert. Die Grafen von Truhendingen verkauften 1396 ihre Besitzungen an das Hochstift Bamberg. 1407 erhielt Karl von Giech „Kottendorff“ als Bamberger Lehen. Später verkaufte Jörg von Giech die Kottendorfer Güter an das Kapitel von St. Stephan in Bamberg. Der Ort lag im Bereich des Würzburger Hochstifts und gehörte zum Würzburger Hochgerichtssprengel Eltmann, wurde aber vom bambergischen Amt Stufenberg verwaltet. Wohl im Zweiten Markgrafenkrieg wurde die Siedlung zerstört und lag in der Folgezeit wüst. 1693 ließ der Bamberger Bischof Marquard die Siedlung neu errichten, weshalb sie zunächst Marquardsdorf genannt wurde. Der Ortsname konnte sich aber nicht halten.
Nach der Säkularisation gehörte Kottendorf zur Landgemeinde Lußberg. Die wurde 1862 dem Landgericht Baunach zugeordnet und in das neu geschaffene bayerische Bezirksamt Ebern eingegliedert. Die Landgemeinde bestand aus fünf Orten, neben dem Hauptort Lußberg und dem 1,0 Kilometer entfernten Weiler Kottendorf aus den drei Einöden Doktorshof, Förstersgrund und Hasenmühle. Kottendorf zählte im Jahr 1871 86 Einwohner, die überwiegend katholisch waren und zur Pfarrei im 3,0 Kilometer entfernten Kirchlauter gehörten. Eine katholische Bekenntnisschule befand sich in Lußberg. 1900 hatte die 508,85 Hektar große Gemeinde 306 Einwohner, von denen 300 Katholiken waren, und 56 Wohngebäude. Kottendorf zählte 92 Einwohner und 16 Wohngebäude. 1925 lebten in dem Dorf 103 Personen, die alle katholisch waren, in 16 Wohngebäuden.
1950 hatte das Kirchdorf 101 Einwohner und 15 Wohngebäude. Es gehörte zur evangelischen Pfarrei in Gleisenau. Im Jahr 1961 zählte Kottendorf 91 Einwohner und 16 Wohngebäude. 1970 waren es 91 und 1987 79 Einwohner sowie 17 Wohngebäude mit 22 Wohnungen.
Am 1. Juli 1972 erfolgte im Rahmen der Gebietsreform in Bayern die Auflösung des Landkreises Ebern. Kottendorf kam mit Lußberg zum Haßberg-Kreis. Am 1. Januar 1978 wurde Lußberg mit Kottendorf nach Breitbrunn eingegliedert.

## Baudenkmäler

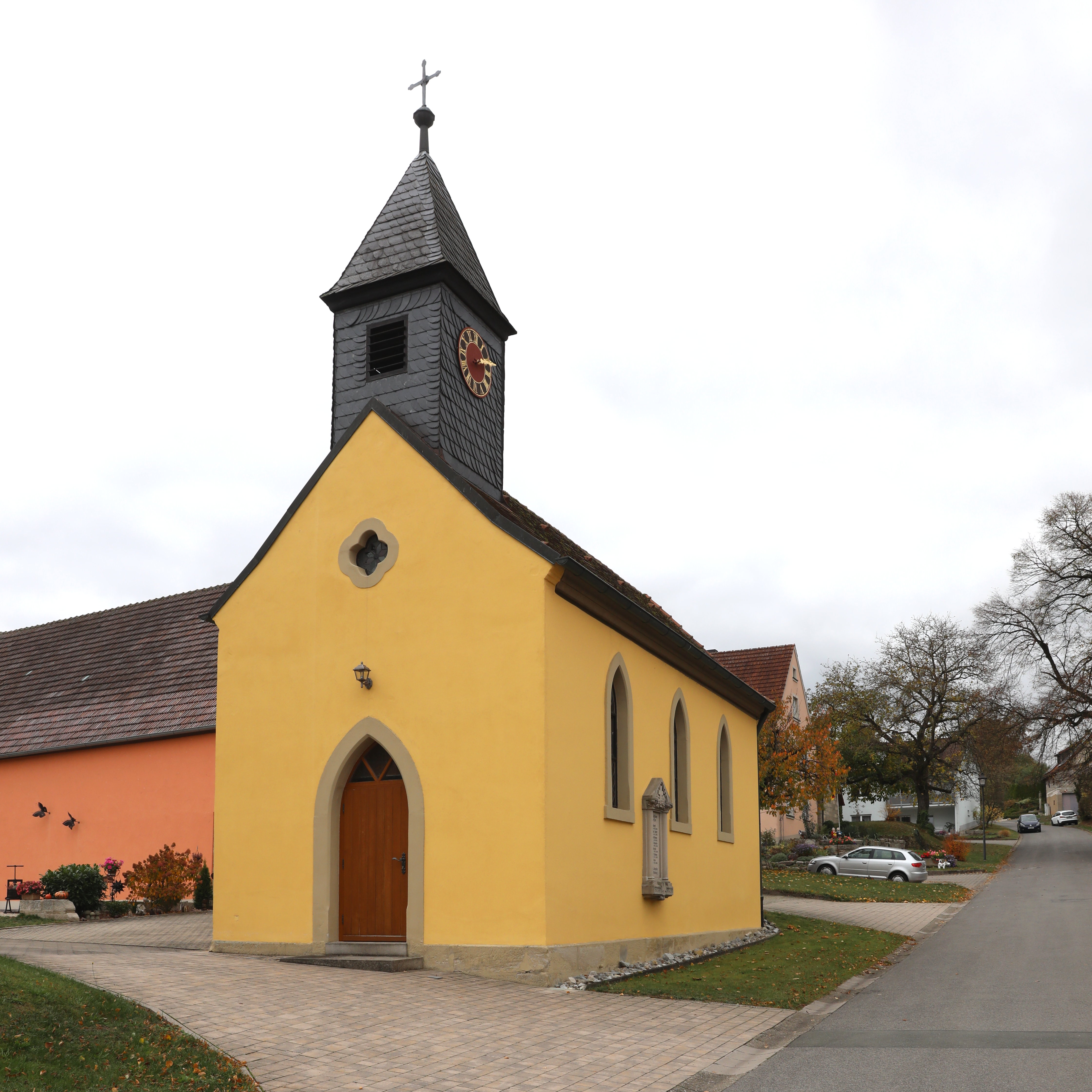
Katholische Kapelle Maria Hilf

Die katholische Kapelle Maria Hilf ist ein neugotisch gestalteter, traufständiger Satteldachbau mit einem Dachreiter. Das Gotteshaus entstand 1887 nach den Plänen des Lußberger Lehrers Mantel und wurde 1891 geweiht. Bis zur Erweiterung 1928 hatte die Kapelle nur zwei Fensterachsen.
In der Bayerischen Denkmalliste sind insgesamt zwei Baudenkmäler aufgeführt.